# Madron
Madron – wieś w Anglii, w Kornwalii. Leży 3 km na północny zachód od miasta Penzance i 412 km na zachód od Londynu.